# Vanua Balavu

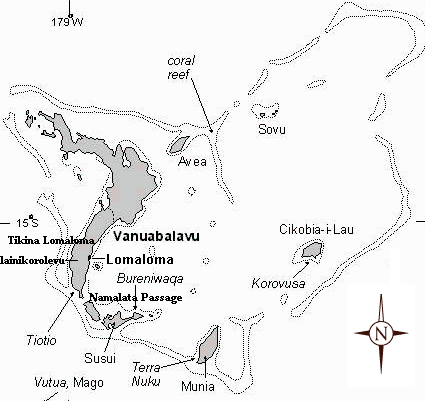

Vanua Balavu (si pronuncia: [βaˈnua mbaˈlaβu]) è un'isola delle Isole Lau nelle Figi.
È l'isola maggiore della parte settentrionale della Provincia di Lau.
Ha una superficie di 57 km² per 1.200 ab. Lomaloma è il principale villaggio dell'isola.